# 撫養町南浜
撫養町南浜（むやちょうみなみはま）は、徳島県鳴門市の大字。郵便番号は772-0003。

## 地理
鳴門市の東部に位置。讃岐山脈・天円山の南東部に位置。北は撫養町斎田に接し、東は撫養川に接し、南西は撫養町斎田の飛び地に接する。およそ商業・住宅地域。
地内には国道28号・撫養街道（徳島県道12号鳴門池田線）、JR鳴門線が通り撫養駅がある。毎年8月7日には撫養川沿いで鳴門市納涼花火大会が開催される。
東部の字東浜には、市役所・鳴門市教育委員会・鳴門市消防本部などの公共施設がある。また撫養町斎田と形成している大道銀天街・本町商店街には多くの店舗が並んでいる。市杵島姫神社には市天然記念物の大ウバメガシがある。

### 地形
- 山：棒杭山
- 河川：撫養川、新池川

### 小字
| - 馬目木 - 蛭子前西 - 蛭子前東 - 権現 - 大工野 | - 浜田 - 東浜 |  |

## 歴史
江戸期から明治22年にかけては板東郡および板野郡の村であった。寛文4年より板野郡に属す。明治22年に同郡撫養町の大字となった。昭和22年3月には鳴南市、同年5月より現在の鳴門市の字名となる。

## 世帯数と人口
2022年（令和4年）7月31日現在の世帯数と人口は以下の通りである。
| 町丁       | 世帯数    | 人口    |
| ---------- | --------- | ------- |
| 撫養町南浜 | 1,333世帯 | 2,570人 |

## 小・中学校の学区
市立小・中学校に通う場合、学区は以下の通りとなる。
| 番地             | 小学校             | 中学校             |
| ---------------- | ------------------ | ------------------ |
| 市杵島姫神社以東 | 鳴門市立撫養小学校 | 鳴門市立第一中学校 |
| 市杵島姫神社以西 | 鳴門市立第一小学校 | 鳴門市立第一中学校 |

## 施設
- 鳴門市役所
- 鳴門市文化会館（公共建築百選）
- 鳴門市消防本部
- 鳴門市老人福祉センター
- 大道銀天街
- 徳島県立鳴門第一高等学校
- 鳴門市第一中学校
- 撫養川親水公園
- 鳴門中央公園
- 事代主神社
- 市杵島姫神社

## 交通

### 鉄道

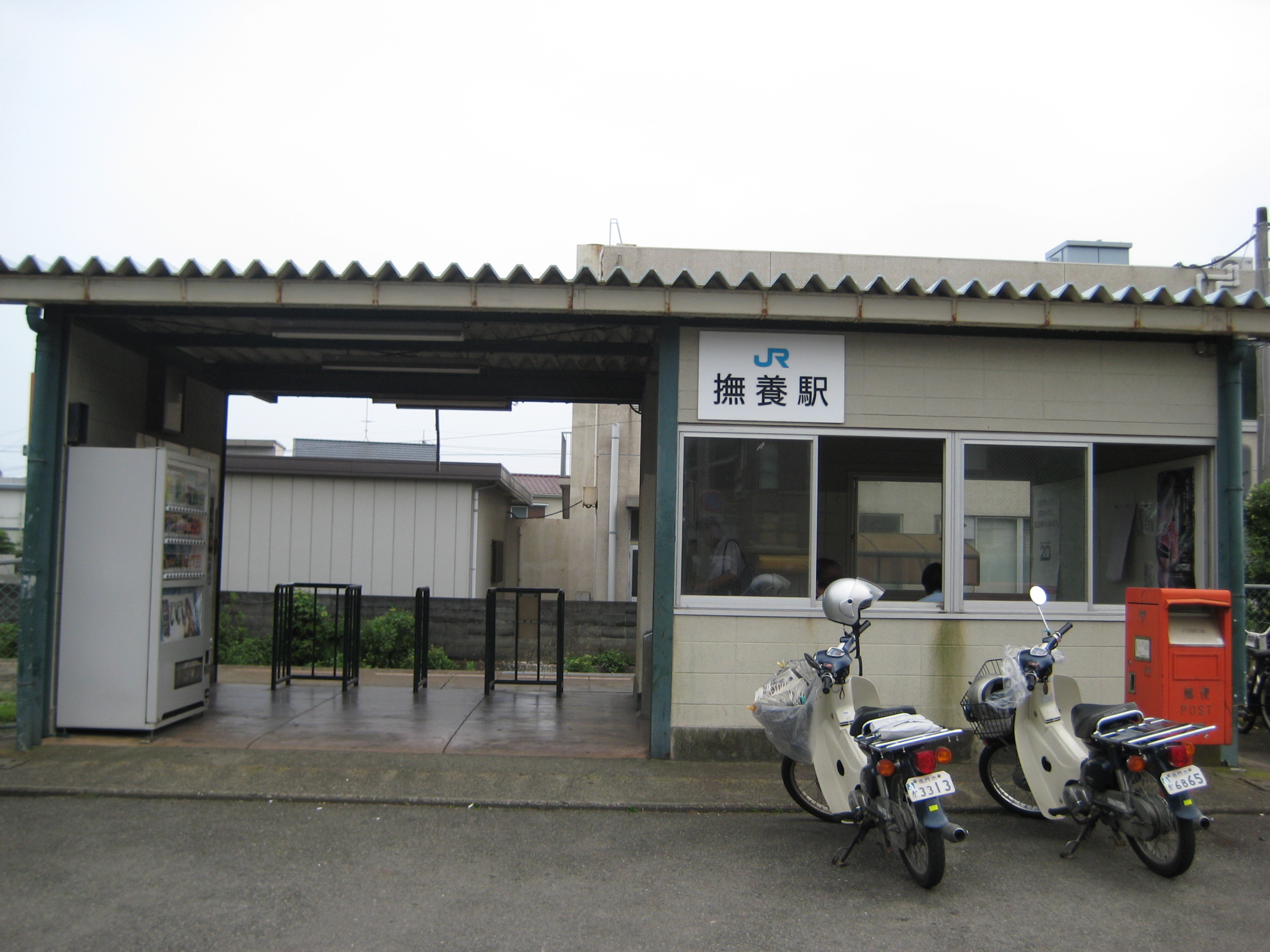
撫養駅

- JR鳴門線 撫養駅

### 道路
国道
- 国道28号

### 路線バス
徳島バス
- 鳴門一中前
- 第一高校前